# Bravo-Jahrescharts 1977
Die Jugendzeitschrift Bravo erscheint seit 1956 und enthält in jeder Wochenausgabe eine Hitliste, die von den Lesern gewählt wurde. Zum Jahresende wird eine Jahreshitliste erstellt, die Bravo-Jahrescharts. Seit 1960 wählen die Bravo-Leser zudem ihre beliebtesten Gesangsstars und dekorieren sie mit dem Bravo Otto.

## Bravo-Jahrescharts 1977
1. It’s a Game – Bay City Rollers – 452 Punkte
2. Knowing Me, Knowing You – ABBA – 394 Punkte
3. Yesterday’s Hero – Bay City Rollers – 390 Punkte
4. Lay Back in the Arms of Someone – Smokie – 389 Punkte
5. It’s Your Life – Smokie – 380 Punkte
6. Fever of Love – The Sweet – 370 Punkte
7. Living Next Door to Alice – Smokie – 357 Punkte
8. Stairway to the Stars – The Sweet – 298 Punkte
9. Yes Sir, I Can Boogie – Baccara – 289 Punkte
10. If You Leave Me Now – Chicago – 275 Punkte

## Bravo-Otto-Wahl 1977

### Beat-Gruppen
1. Goldener Otto: Smokie
2. Silberner Otto: Bay City Rollers
3. Bronzener Otto: ABBA

### Sänger
1. Goldener Otto: Shaun Cassidy
2. Silberner Otto: Jürgen Drews
3. Bronzener Otto: Frank Zander

### Sängerinnen
1. Goldener Otto: Bonnie Tyler
2. Silberner Otto: Siw Inger
3. Bronzener Otto: Marianne Rosenberg